# 勞倫斯 (紐約州村)
勞倫斯（英語：Laurens）是位於美國紐約州奧齊戈縣的村。

## 人口
根據2020年美國人口普查的數據，勞倫斯的面積為0.33平方千米，皆為陸地。當地共有人口185人，而人口密度為每平方千米561人。